# Находище на пролетно ботурче – Бреница
Находище на пролетно ботурче – Бреница е защитена местност в България. Намира се в землището на село Бреница, област Силистра.
Защитената местност е с площ 3,19 ha. Обявена е на 17 март 2015 г. с цел опазване защитения растителен вид – пролетно ботурче (Cyclamen coum), и неговото местообитание.
В защитената местност се забраняват:
- промяна на предназначението и начина на трайно ползване на имота;
- строителство;
- търсене, проучване и добив на подземни богатства;
- внасяне на неместни видове;
- провеждане на голи сечи;
- горскостопански мероприятия, с които се подменя видовият състав на съществуващото горско насаждение;
- използването на техника за извличане на дървесина и обособяването на временни складове при извеждането на сечите в горите;
- разполагане на пчелини;
- паша на домашни животни.[1]